# Friedrich Friese I
Jacob Friedrich Friese, genannt (Friedrich) Friese I (getauft am 28. August 1765 in Bassendorf; † 5. November 1833 in Parchim), war ein deutscher Schulmeister, Organist und Orgelbauer.

## Leben
Jacob Friedrich Friese wurde als zweiter Sohn des Schulmeisters, Organisten und späteren Orgelbauers Matthias Friese und der Schulmeisterstochter Magdalena Sophia, geb. Hupe, in Bassendorf geboren. Auch er wurde Lehrer, Organist und Orgelbauer und lebte zunächst in Polchow bei Güstrow. Im Jahr 1802 verlegte er seine herzoglich privilegierte Orgelbauwerkstatt nach Parchim.
Jacob Friedrich Frieses Neffe Friedrich Matthias Theodor Friese (genannt Friedrich Friese II) machte ab 1807 seine Orgelbauerlehre bei ihm und übernahm nach seinem Tod 1833 die Werkstatt. Er listete später 37 Orgelneubauten und über hundert Orgelreparaturen seines Onkels auf. 31 Orgelbauten sind uns bekannt, sechs bleiben unbekannt. Diese könnten auch Privataufträge gewesen sein. Damit wurde Friese I zum Begründer einer der bedeutendsten Orgelbauwerkstätten Mecklenburgs im 19. Jahrhundert. Friedrich Friese I starb am 5. November 1833 in Parchim. Von seinen 37 Orgeln sind nur die fünf Instrumente in Groß Salitz, Lübtheen, Zittow, Granzin und Wustrow (Warsow) erhalten geblieben. In Laage, Moisall und Spornitz blieben die Gehäuse seiner Orgeln erhalten.

## Werkverzeichnis (unvollständig)
| Jahr | Ort                 | Kirche                   | Bild | Manuale | Register | Bemerkungen |
| ---- | ------------------- | ------------------------ | ---- | ------- | -------- | --- |
| 1790 | Krackow             | Dorfirche                |      | I/?     | ?        | vor 1790 erbaut, nicht erhalten |
| 1790 | Lohmen              | Dorfkirche               |      | I/oP    | 7        | vor 1790 erbaut, nicht erhalten, 1881 Neubau durch Lütkemüller |
| 1790 | Schmarsow           | Dorfkirche               |      | I/?     | ?        | vor 1790 erbaut, nicht erhalten |
| 1792 | Walkendorf          | Dorfkirche               |      | I/oP    | 8        | nicht erhalten, 1861 Umbau Winzer, 1930 Neubau Christian Börger, 1975 Neubau Nußbücker                                                                                         |
| 1793 | Groß Laasch         | Dorfkirche               |      | I/aP    | 10       | nicht erhalten, 1885 Neubau durch Friese III. |
| 1794 | Marnitz             | Dorfkirche               |      | I/oP    | 8        | nicht erhalten, 1862 Umbau Friese III, 1928 Neubau Christian Börger, 1981 Neubau Nußbücker                                                                                     |
| 1795 | Laage               | Stadtkirche Laage        |      | I/aP    | 12       | nicht erhalten, Gehäuse erhalten, 1858 Umbau Winzer, 1997 Neubau Nußbücker |
| 1797 | Altkalen            | Dorfkirche               |      | I/aP    | 9        | nicht erhalten, 1900 Neubau Julius Schwarz |
| 1799 | Lübz                | Stadtkirche              |      | I/aP    | 12       | nicht erhalten, der Prospekt ist vor (!) 1799 entstanden und wurde von Friese weiterverwendet. 1914 Neubau von Marcus Runge                                                    |
| 1802 | Vellahn             | Dorfkirche               |      | II/P    | 24       | nicht erhalten, 1885 Neubau der Kirche, Orgel von Mehmel |
| 1802 | Moisall             | Dorfkirche Moisall       |      | I/aP    | 10       | nicht erhalten, Gehäuse und Pfeifen in zwei Registern erhalten, 1912 Neubau durch Carl Börger                                                                                  |
| 1803 | Klaber              | Dorfkirche               |      | I/aP    | 10       | nicht erhalten, 1876 Neubau Friedrich Mehmel |
| 1804 | Ludwigslust         | Schloss                  |      | I/aP    | 9        | nicht erhalten |
| 1807 | Hagenow             | Stadtkirche              |      | I/P     | 18       | nicht erhalten, 1879 Neubau Johann Heinrich Runge, 1994 Neubau Wolfgang Nußbücker                                                                                              |
| 1809 | Ludwigslust         | Kath. Kirche             |      | I/?     | ?        | nicht erhalten, 1907 Neubau durch Anton Feith |
| 1811 | Grabow              | Stadtkirche              |      | II/P    | 21       | nicht erhalten, 1885 Neubau durch Friedrich Freise III |
| 1812 | Crivitz             | Stadtkirche              |      | I/P     | 16       | nicht erhalten, 1899 Neubau durch Marcus Runge, 1988 Neubau Wolfgang Nußbücker                                                                                                 |
| 1816 | Dömitz              | Stadtkirche              |      | ?       | ?        | nicht erhalten, 1873 Neubau der Kirche, Orgel von Johann Heinrich Runge |
| 1819 | Groß Salitz         | St. Marien               |      | I/aP    | 10       | erhalten, 2021 Restaurierung durch Firma Jehmlich |
| 1820 | Lübtheen            | Evangelische Stadtkirche |      | II/P    | 22       | erhalten, 2004 Restaurierung durch Andreas Arnold |
| 1821 | Kirch Jesar         | Dorfkirche               |      | I/aP    | 8        | nicht erhalten, 1881 Neubau durch Johann Heinrich Runge |
| 1823 | Sternberg           | Stadtkirche              |      | II/P    | 25       | nicht erhalten, 1895 Neubau durch Firma Walcker |
| 1824 | Spornitz            | Dorfkirche               |      | I/aP    | 9        | nicht erhalten, Gehäuse erhalten, 1877 Neubau durch Friedrich Mehmel Orgel |
| 1826 | Dütschow            | Dorfkirche               |      | I/aP    | 7        | nicht erhalten, 1851 Neubau durch Johann Heinrich Runge |
| 1829 | Zittow              | Dorfkirche Zittow        |      | I/P     | 15       | nach Brand 1810 unter Verwendung alter Register im Stil des Barock 1829 neu gebaut, 1982 bis 1993 Restaurierung durch Firma Voigt                                              |
| 1830 | Schwerin            | Anstalt Sachsenberg      |      | I/?     | ?        | nicht erhalten, Neubau durch Marcus Runge, dieser 1945 zerstört. |
| 1830 | Zickhusen           | Dorfkirche               |      | I/aP    | 8        | nicht erhalten, 1910 Neubau durch Marcus Runge |
| 1831 | Granzin             | Dorfkirche Granzin       |      | I/oP    | 8        | erhalten, 1841 Erweiterung des Gehäuses durch Johann Heinrich Runge, 2023 Restaurierung durch Gottfried Schmidt.                                                               |
| 1831 | Ludwigslust         | Lehrerseminar            |      | ?       | ?        | nicht erhalten |
| 1833 | Wustrow (Fischland) | Dorfkirche               |      | I/P     | 11       | erhalten, seit 1874 in Warsow mit neuem Gehäuse von Johann Heinrich Runge, 1999 restauriert und erweitert, dabei der Prospekt verändert durch Martin-Christian Schmidt.→ Orgel |